# Martino Traversa
Martino Traversa (Bari, 6 febbraio 1974) è un allenatore di calcio ed ex calciatore italiano, di ruolo difensore, tecnico in seconda del Molfetta Calcio e allenatore della Juniores.

## Carriera
Muove i primi passi nel mondo del calcio con l'Adriatico Calcio, società a livello giovanile del capoluogo pugliese. A 16 anni debutta in Serie A con la maglia del Bologna nella stagione 1990-1991. Sempre nel 1991 scende in campo in Coppa UEFA, diventando a 17 anni e 1 mese il più giovane italiano a giocare nella competizione. Nella stagione seguente segue la sua squadra nella retrocessione in Serie B, prima di essere ingaggiato dal Milan, dove però non riesce a trovare un posto in prima squadra.
Nella stagione 1993-94 ritorna al Bologna, in Serie C1, dove colleziona 9 presenze. Nelle due stagioni seguenti veste le maglie di Barletta prima e Pescara poi. Nel 1996 torna in Serie A con il Perugia. Nel 1998 passa al Lecce, in Serie B, dove conquista la promozione nella massima serie. In quel campionato sigla anche un gol, su rigore, alla terzultima giornata contro il Ravenna, che vale la vittoria esterna per 2-1, e un'importante ipoteca sulla serie A. Nella stagione 1999-2000, sempre nel Salento, colleziona 21 presenze in Serie A. In seguito Traversa gioca in Serie B con Siena, Sampdoria e Cosenza.
Nella stagione 2002-2003 contribuisce alla rinascita della Fiorentina (allora Florentia Viola), retrocessa d'ufficio in Serie C2, prima di passare al Martina.

## Palmarès

### Giocatore
- Campionato italiano Serie C2: 1

Florentia Viola: 2002-2003 (girone B)